# Stegastes fasciolatus
Stegastes fasciolatus är en fiskart som först beskrevs av Ogilby, 1889.  Stegastes fasciolatus ingår i släktet Stegastes och familjen Pomacentridae. Inga underarter finns listade i Catalogue of Life.